# Glavulja
Glavulja (mačja capica, mračnica; lat. Globularia), biljni rod vazdazelenih trajnica i grmova iz porodice trpučevki, rasprostranjen po Africi, Europi i Aziji
Na popisu je 27 vrsta i tri hibrida, od čega pet vrsta, u Hrvatskoj: grmasta glavulja (Globularia alypum), srcolika glavulja (G. cordifolia), bezlistna glavulja (G. nudicaulis), točkasta glavulja (Globularia bisnagarica; sin G. punctata) i obična glavulja (G. vulgaris).
Glavulja, je uz još nekoliko rodova nekada uključivana porodici glavuljača ili mračnica (Globularioideae), a danas se vodi kao potporodica trpučevki. 

## Ljekovitost nekih vrsta
Vrste iz roda Globularia L. korištene su kao ljekovita sredstva za razne bolesti, a najčešće se navodi korištenje Globularia alypum L.. Cilj istraživanja bio je procijeniti antidijabetički, antioksidativni, protuupalni, antibakterijski i antikancerogeni potencijal G. alypum i tri srodne vrste, G. punctata Lapeyr. (točkasta glavulja), G. cordifolia L. (srcolika glavulja) i G. meridionalis (Podp.) O .Schwarz, u odnosu na njihov fitokemijski sastav. Globularin i verbaskozid identificirani su pomoću LC-PDA-ESI-MSn kao glavni metaboliti G. alypum s poznatim biološkim aktivnostima. G. alypum pokazao je najveću inhibitornu aktivnost α-glukozidaze i aktivnost hvatanja radikala DPPH (IC50 = 17,25 μg/mL), dok se njezino protuupalno djelovanje nije značajno razlikovalo od srodnih vrsta. Sve ispitivane vrste pokazale su značajno antibakterijsko djelovanje protiv Staphylococcus aureusa otpornog na meticilin u metodi mikrodilucije bujona (MIC = 1,42–3,79 mg/mL). G. punctata također je pokazala antibakterijsko djelovanje protiv Escherichia coli (MIC = 1,42 mg/mL), Bacillus subtilis (MIC = 1,89 mg/mL), B. cereus (MIC = 2,84 mg/mL) i Enterococcus faecalis (MBC = 5,68 mg/ml). mL). G. punctata, G. cordifolia i G. meridionalis pokazale su veći antikancerogeni potencijal od G. alypuma. Dobiveni rezultati pokazuju da bi istraživane vrste Globularia mogle poslužiti kao izvori različitih bioaktivnih molekula, pri čemu G. punctata ima najveći antibakterijski potencijal.

## Vrste
1. Globularia alypum L.
2. Globularia amygdalifolia Webb
3. Globularia anatolica A.Duran, Ö.Çetin & M.Öztürk
4. Globularia arabica Jaub. & Spach
5. Globularia ascanii Bramwell & Kunkel
6. Globularia bisnagarica L.
7. Globularia cordifolia L.
8. Globularia davisiana O.Schwarz
9. Globularia dumulosa O.Schwarz
10. Globularia fuxeensis Giraud
11. Globularia hedgei H.Duman
12. Globularia incanescens Viv.
13. Globularia linifolia Lam.
14. Globularia liouvillei Jahand. & Maire
15. Globularia majoricensis Gand.
16. Globularia meridionalis (Podp.) O.Schwarz
17. Globularia nainii Batt.
18. Globularia nudicaulis L.
19. Globularia orientalis L.
20. Globularia repens Lam.
21. Globularia salicina Lam.
22. Globularia sarcophylla Svent.
23. Globularia sintenisii Hausskn. & Wettst.
24. Globularia spinosa L.
25. Globularia stygia Orph.
26. Globularia trichosantha Fisch. & C.A.Mey.
27. Globularia vulgaris L.
28. Globularia ×indubia (Svent.) G.Kunkel
29. Globularia ×losae L.Villar, Sesé & J.V.Ferrández
30. Globularia ×montiberica G.López Gonzalez